# Primera Regional de Navarra 1973-74
La temporada 1973-74 de Primera Regional de Navarra es cuarto nivel de las Ligas de fútbol de España para los clubes de Navarra y La Rioja, por debajo de la Tercera División de España

## Sistema de competición
Los 20 equipos en un único grupo, que se enfrentan a doble vuelta, una vez en casa y otra en el campo del equipo rival, todos contra todos.
El primer clasificado ascendió directamente y el segundo jugó una promoción de permanencia-ascenso contra uno de los clasificados entre los puestos 13.º a 16.º de cada grupo en Tercera División. 
Los puestos de descenso directo son variables, dependiendo de los ascensos a Tercera División y los descensos desde esta categoría de equipos riojanos y navarros. Se deben compensar con los cinco ascensos desde Segunda Regional.

## Clasificación[1]
| Pos. | Equipo                   | Pts. | PJ | G  | E  | P  | GF | GC | Dif. |                                |
| ---- | ------------------------ | ---- | -- | -- | -- | -- | -- | -- | ---- | ------------------------------ |
| 1    | C. D. Calahorra (C, A)   | 48   | 38 | 19 | 10 | 9  | 67 | 39 | +28  | Ascenso a Tercera              |
| 2    | C. D. Sangüesa           | 47   | 38 | 19 | 9  | 10 | 58 | 44 | +14  | Promoción de ascenso a Tercera |
| 3    | C. D. Alesves            | 45   | 38 | 20 | 5  | 13 | 64 | 40 | +24  |                                |
| 4    | C. Atlético Cirbonero    | 43   | 38 | 17 | 9  | 12 | 38 | 37 | +1   |                                |
| 5    | U. D. C. Chantrea        | 41   | 38 | 16 | 9  | 13 | 62 | 44 | +18  |                                |
| 6    | C. D. Burladés           | 41   | 38 | 16 | 9  | 13 | 60 | 51 | +9   |                                |
| 7    | C. D. Logroñés Promesas  | 41   | 38 | 18 | 5  | 15 | 54 | 48 | +6   |                                |
| 8    | C. D. Erriberri          | 40   | 38 | 15 | 10 | 13 | 47 | 41 | +6   |                                |
| 9    | C. Haro Deportivo        | 40   | 38 | 15 | 10 | 13 | 48 | 52 | −4   |                                |
| 10   | C. D. Iruña              | 38   | 38 | 15 | 8  | 15 | 55 | 59 | −4   |                                |
| 11   | C. D. Muskaria de Tudela | 38   | 38 | 14 | 10 | 14 | 45 | 41 | +4   |                                |
| 12   | C. D. Oberena            | 38   | 38 | 14 | 10 | 14 | 46 | 45 | +1   |                                |
| 13   | C. Atlético Artajonés    | 37   | 38 | 12 | 13 | 13 | 48 | 45 | +3   |                                |
| 14   | C. D. Izarra             | 37   | 38 | 14 | 9  | 15 | 48 | 59 | −11  |                                |
| 15   | A. D. San Juan           | 34   | 38 | 14 | 6  | 18 | 42 | 52 | −10  | Descenso a Primera Regional    |
| 16   | C. D. Cortes             | 34   | 38 | 12 | 10 | 16 | 46 | 55 | −9   | Descenso a Primera Regional    |
| 17   | C. D. Pamplona           | 34   | 38 | 12 | 10 | 16 | 56 | 59 | −3   | Descenso a Primera Regional    |
| 18   | C. D. Arnedo             | 32   | 38 | 13 | 6  | 19 | 58 | 67 | −9   | Descenso a Primera Regional    |
| 19   | C. D. Berceo             | 30   | 38 | 12 | 6  | 20 | 37 | 64 | −27  | Descenso a Primera Regional    |
| 20   | C. D. Ilumberri          | 20   | 38 | 8  | 4  | 26 | 42 | 79 | −37  | Descenso a Primera Regional    |

 Fuente: Fútbol Regional

## Promoción de ascenso[2]
| Equipo 1       | Agr. | Equipo 2       | Ida | Vuelta |
| -------------- | ---- | -------------- | --- | ------ |
| C. A. Marbella | 4-2  | C. D. Sangüesa | 2-1 | 2-1    |

| Ida; 9 de junio de 1974 | C. A. Marbella | 2-1 | C. D. Sangüesa |  |  |

| Vuelta; 16 de junio de 1974 | C. D. Sangüesa | 1-2 (Global 2:4) | C. A. Marbella |  |  |

| Permanece en Tercera División el |
| C. A. Marbella                   |